# Ib Rhoden
Ib Rhoden Jørgensen (Ib Rhodén, født 20. august 1931, død januar 1996) var en dansk showarrangør, journalist, tekstforfatter og skuespiller.
Rhoden begyndte som gøglerlærling hos Professor Tribini på Dyrehavsbakken, nord for København. Derefter fortsatte han med sine egne show, mest kendt for gave- og reklameshowene i 1950'erne og 1960'erne.
I 1960 købte Rhoden materiellet fra Cirkus Louis og startede året efter, 1961, Cirkus Ib, der gik konkurs inden cirkussæsonen var slut.
Rhoden slog sit navn fast, da han bragte det populære BBC Tv-underholdningsprogram The Good Old Days på Danmarks-turné. Senere blev han ugebladsjournalist og revyforfatter. Han leverede tekster til Cirkusrevyen, 1981.
Ib Rhoden var gift med Danmarks eneste kvindelige bugtaler, Lili Rhoden, født Ketner.